# Bandera de Zambia
La bandera nacional de Zambia fue adoptada el 24 de octubre de 1964 y fue modificada levemente en 1996. Fue diseñada por la artista zambiana Gabriel Ellison.

## Significado
La bandera de Zambia se basa en la del Partido de la Independencia Nacional Unida (UNIP).
Es de color verde con un águila de color naranja en vuelo sobre un bloque rectangular de tres franjas verticales, de colores, de izquierda a derecha: rojo, negro y naranja. La colocación del águila y el bloque de rayas en la izquierda de la bandera es notable pues la mayoría de los emblemas y dispositivos en banderas se colocan en el centro o junto al asta. Los colores usados en la bandera de Zambia son ricos en simbolismo. Verde denota la exuberante flora de la nación, rojo para la lucha de la nación por la libertad, negro para el pueblo de Zambia, y naranja para los recursos naturales de la tierra y de la riqueza mineral. Además, el águila que vuela por encima de las rayas de colores está destinado a representar la capacidad de las personas para superar los problemas del país.

## Banderas históricas

Bandera del Reino Unido (1924-1964)
Bandera de Rodesia del Norte (1939-1964)
Bandera de la Federación de Rodesia y Nyasalandia (1953-1964)
Bandera de Zambia (1964-1996)
Bandera de Zambia (1996-Actualidad)

## Otras banderas de Zambia
| standard                          |                                  |                                         |                                        |
| Bandera del Presidente de Zambia. | Bandera de la Policía de Zambia. | Enseña de las Fuerzas Aéreas de Zambia. | Emblema de la aviación civil zambiana. |